# Есенбах
Есенбах (њем. Essenbach) град је у њемачкој савезној држави Баварска. Једно је од 35 општинских средишта округа Ландсхут. Према процјени из 2010. у граду је живјело 11.166 становника. Посједује регионалну шифру (AGS) 9274128.

## Географски и демографски подаци
Есенбах се налази у савезној држави Баварска у округу Ландсхут. Град се налази на надморској висини од 391 метра. Површина општине износи 83,6 km². У самом граду је, према процјени из 2010. године, живјело 11.166 становника. Просјечна густина становништва износи 134 становника/km².

## Међународна сарадња
| Мјесто | Држава    | Врста сарадње | Од    |
| ------ | --------- | ------------- | ----- |
|        | Француска | партнерство   | 2000. |
| Извор  |           |               |       |